# Yu Min Shui
Yu Min Shui, né en 1966, est un botaniste chinois.